# Mats Holmstedt
Mats Anders Holmstedt, född 29 mars 1968 i Säby församling i Jönköpings län, är en svensk politiker (moderat). Han är kommunstyrelsens ordförande i Tranås kommun sedan 2020, då han efterträdde Anders Wilander.